# Doraemon
Doraemon (ドラえもん) est une série de mangas japonais, créée par Fujiko Fujio, par la suite devenue un anime puis une franchise médiatique. La série se centre sur un chat-robot nommé Doraemon, ayant voyagé à travers le temps depuis le futur, afin d'aider un jeune garçon nommé Nobita Nobi (野比 のび太, Nobi Nobita). Le manga est initialement paru dans les marchés japonais en décembre 1969, lors de sa publication simultanée dans six différents magazines. Un total de 1 344 scénarios ont été créés pour la série, publiés par Shogakukan sous la branche Tentōmushi (てんとう虫), puis adaptés en quarante-cinq volumes. Les volumes sont conservés à la bibliothèque centrale de Takaoka, au Japon, la ville natale de Fujiko F. Fujio. Il s'agit par ailleurs de l'un des mangas les mieux vendus dans le monde, avec plus de 250 millions d'exemplaires, et de l'une des bandes dessinées les plus vendues au monde.
La société américaine Turner Broadcasting System rachète les droits de l'anime Doraemon au milieu des années 1980 pour une parution en langue anglaise, mais annule sans explication sa programmation. La majeure partie des épisodes de Doraemon appartiennent au domaine de la comédie et des valeurs morales telles que l'honnêteté, la persévérance, le courage et le respect. De nombreux problèmes sociétaux et environnementaux sont souvent visités, comme l'abandon d'animaux, le réchauffement climatique, les espèces menacées, la déforestation, et la pollution. De nombreux sujets historiques comme la préhistoire et l'histoire du Japon sont également visités.
Doraemon est récompensé du Prix de l'Association des auteurs de bande dessinée japonais pour excellence en 1973, du Prix Shōgakukan dans la catégorie « manga pour enfants » en 1982, et du Prix culturel Osamu Tezuka en 1997. En mars 2008, le ministre japonais des Affaires étrangères attribue à Doraemon le statut d'« ambassadeur animé » national. Le porte-parole du ministère explique que cette décision a été prise afin que les pays internationaux puissent mieux comprendre l'industrie anime japonaise et d'approfondir leur connaissance en matière de culture japonaise. En 2002, le personnage animé est élu « héros de l'Asie » dans un sondage effectué par le magazine Time Asia.

## Synopsis
Doraemon est un robot-chat bleu dépourvu d'oreilles envoyé du futur par Sewashi Nobi afin d'aider son arrière-arrière-arrière-arrière grand-père encore enfant Nobita Nobi (野比のび太, nobi nobita), un petit garçon japonais timoré, et l'empêcher d'accumuler par incompétence tellement de dettes que ses descendants doivent encore payer plusieurs générations plus tard. Doraemon possède une poche à quatre dimensions, de laquelle il sort (parfois à contre-cœur) d'innombrables gadgets futuristes pour aider Nobita à se défendre, arranger ses problèmes, rendre jaloux d'autres enfants, etc. Cependant, bien souvent, la situation dégénère quand Nobita essaye de jouer l'apprenti sorcier avec les gadgets de Doraemon. Les histoires ont toutes lieu au Japon contemporain. L'auteur y dépeint implicitement une fresque de tous les complexes des préadolescents (premières amours, timidité, travail scolaire pénible, relations d'amitié fragiles, etc.).

## Personnages
- Doraemon (ドラえもん, Doraemon?), le héros et chat-robot bleu, sans oreille. Il aime tout particulièrement le dorayaki.
- Nobita Nobi (野比のび太, Nobi Nobita?), le héros; paresseux, peureux.
- Takeshi Gōda (剛田 武, Gōda Takeshi?) (alias Giant), un gros garçon brutal qui aime tourmenter Nobita.
- Suneo Honekawa (骨川 スネ夫, Honekawa Suneo?), un petit garçon prétentieux qui aime embêter Nobita.
- Shizuka Minamoto (源 静香, Minamoto Shizuka?), une douce et jolie fille dont Nobita est amoureux.
- Hidetoshi Dekisugi (出来杉 英才, Dekisugi Hidetoshi?), un garçon parfait, rival amoureux de Nobita mais reste très amical envers lui et est le seul enfant qui fait preuve de gentilesse envers Nobita.
- Jaiko (ジャイ子, Jaiko?) (Gianette), la petite sœur de Giant qui veut devenir mangaka. Elle a un pseudonyme "Christine Gōda".
- Sewashi (セワシ, Sewashi?), le descendant de Nobita venu du futur, qui a envoyé Doraemon à Nobita.
- Dorami (ドラミ, Dorami?), la petite sœur de Doraemon.
- Nobisuke Nobi (野比のび助, Nobi Nobisuke?), le père de Nobita.
- Tamako Nobi (野比玉子, Nobi Tamako?), la mère de Nobita.

## Manga
La prépublication du manga se fait principalement dans 11 magazines de Shōgakukan en parallèle, avec huit des magazines scolaires de l'éditeur, le Terebikun, le CoroCoro Comic et le Shōgakukan Book. Le tout premier chapitre est ainsi prépublié dans le numéro de janvier 1970 du Yoiko, publié le 1er décembre 1969. La série principale continue ainsi jusqu'aux numéros de septembre 1994 des Shōgaku san-nensei, Shōgaku yo-nensei et Shōgaku go-nensei, cependant que des séries dérivées continuent dans le CoroCoro Comic jusqu'à la mort de Fujiko F. Fujio le 23 septembre 1996.
Shōgakukan rassemble les différents chapitres dans un total de 45 volumes reliés, publiés entre 1974 et 1996. La version française est quant à elle éditée par Kana entre juin 2007 et octobre 2018. Le quatrième tome fait partie de la « sélection jeunesse 2008 » au Festival international de la bande dessinée d'Angoulême.
À l'étranger, les premières éditions ont été pirates : à Hong Kong au début des années 1970, à Taïwan en 1976, en Corée du Sud autour de 1980, en Thaïlande en 1981-1982, et en Indonésie en 1987. Les premières éditions officielles parurent en 1991 en Indonésie, 1992 en Chine, 1994 à Taïwan, en Malaisie et en Espagne, 1995 en Corée du Sud, en Thaïlande et à Hong Kong, 1997 à Singapour, et 1998 au Viêt Nam.

## Médias

### Anime
Le manga Doraemon est plusieurs fois adapté en série télévisée d'animation. Une première tentative, avec peu de succès, s'effectue entre le 1er avril 1973 et le 30 septembre 1973, puis une deuxième entre avril 1979 et mars 2005 avec la production d'une série par les studios Shin-Ei Animation diffusée sur TV Asahi en (1 787 épisodes, s'avérant être un véritable succès). Depuis le 15 avril 2005, une nouvelle version de Doraemon est diffusée sur TV Asahi les voix de tous les personnages présents (Nobita (Nobou), Doraemon, Géant, Suneo, etc.) changent ainsi que le graphisme.
Cette série est adaptée dans les années 1980 à Hong Kong, puis en Thaïlande, en Italie, et en Amérique latine (Panama, Équateur, Chili, Argentine, Mexique, Porto Rico, Venezuela, Colombie et Bolivie), puis en 1990 en Russie, en 1992 en Chine, en Indonésie, en Malaisie, au Brésil et à Singapour, en 1993 en Espagne, en 1995 en Algérie, Tunisie, Libye, Arabie saoudite, Qatar, Émirats arabes unis et Oman, en 2000 au Viêt Nam, en 2001 en Corée du Sud, et en 2003 en France. En France, M6 proposera la série le samedi matin en 2003 sans rencontrer de succès. Fox Kids entre 2003 et 2004 et Club RTL en Belgique à partir de mars 2005 proposeront aussi la série,.
L'ordre des épisodes ainsi que la constitution des saisons en France ne sont pas les mêmes qu'au Japon. La liste des épisodes est donc rangée de la manière française. Ainsi, les premiers épisodes de Doraemon (2005) sont notés comme étant la quatrième saison en France. Au total, 130 épisodes ont été doublés en français[réf. nécessaire]. Depuis mai 2014 jusqu'en 2017, Boing a rediffusé la série de 1979, ainsi que de nouveaux épisodes, proposés sur la chaîne depuis le 1er septembre 2014. La nouvelle série fut également diffusée sur Boing depuis novembre 2014.

### Films
Depuis 1980, un film d'animation Doraemon sort quasiment chaque année. En contraste avec le manga ancré dans la vie quotidienne, Nobita et ses amis visitent d'autres mondes, explorent la galaxie, et retournent au temps des dinosaures, notamment.

### Jeux vidéo
Il existe plus de 63 jeux vidéo en langue japonaise allant de type plateformes au type RPG, dont la première édition est commercialisée sur système Arcadia 2001. Doraemon peut être également aperçu dans des jeux de la célèbre série Taiko no Tatsujin distribuée par la société Namco, comme Taiko no Tatsujin (11 à 14 uniquement), Metcha! Taiko no Tatsujin DS: Nanatsu no Shima no Daibouken, Taiko no Tatsujin Wii, Taiko no Tatsujin Plus, et Taiko no Tatsujin DS: Dororon! Yokai Daikessen!!. Quatre jeux sur Super Nintendo sont commercialisés entre 1993 et 1995 incluant : Doraemon: Nobita to yōsei no kuni, Doraemon 2: Nobita no toys land daibouken, Doraemon 3: Nobita to toki no hogyoku, et Doraemon 4: Nobita to toki no okoku.

### Doublage français
Série de 1979
- Brigitte Guedj : Doraemon
- Marjolaine Poulain : Nobita (Nobou)
- Céline Brunelle : Shizuka, la mère de Nobita
- Patrick Pellegrin : Géant
- Olivier Korol : Suneo
- Gilbert Lévy : l'oncle de Suneo
- Philippe Roullier : le père de Nobita

Série de 2005
- Émilie Guillaume : Doraemon
- Carole Baillien : Nobita (Nobi)
- Jean-Paul Clerbois : Géant
- Pierre Le Bec : Suneo
- Maia Baran : Shizuka
- Michel Hinderyckx : le père de Nobita (Nobisuke Nobi)
- Véronique Biefnot : la mère de Nobita
- Stéphane Excoffier : Dekisugi

## Distinctions
En 2013, le manga Doraemon compte plus de 100 millions d'exemplaires vendus dans les marchés japonais et à travers le monde. Entre octobre 1979 et février 1980, la version livre de poche (19 volumes) s'est vendue à 15 millions d’exemplaires.
En 1973, le manga reçoit le Prix d'Excellence de l'Association des auteurs de bande dessinée japonais et remporte le Prix du ministre de l'Éducation de la même association en 1994. Le manga est récompensé du Prix Shōgakukan dans la catégorie « manga pour enfants » en 1982. En 1997, il est récompensé du Grand prix culturel Osamu Tezuka.
En mars 2008, le ministre japonais des Affaires étrangères attribue à Doraemon le statut d'« ambassadeur animé » national,. Le porte-parole du ministère explique que cette décision a été prise afin que les pays internationaux puissent mieux comprendre l'industrie anime japonaise et d'approfondir leur connaissance en matière de culture japonaise.
En 2010, un musée de Tokyo a inauguré une exposition mettant en parallèle les plus récentes innovations technologiques avec l'univers futuriste de Doraemon afin d'éveiller l'intérêt des jeunes japonais pour la science. En 2013, Doraemon est choisi comme ambassadeur auprès du Comité international olympique pour représenter la candidature de Tokyo en tant que ville hôte des Jeux olympiques d'été de 2020.